# Бомбора (Австралия)
Бомбора — океанская волна у рифа. Термин из языков австралийских аборигенов, означающий участок моря, на котором подводный рельеф создает сильные волны.

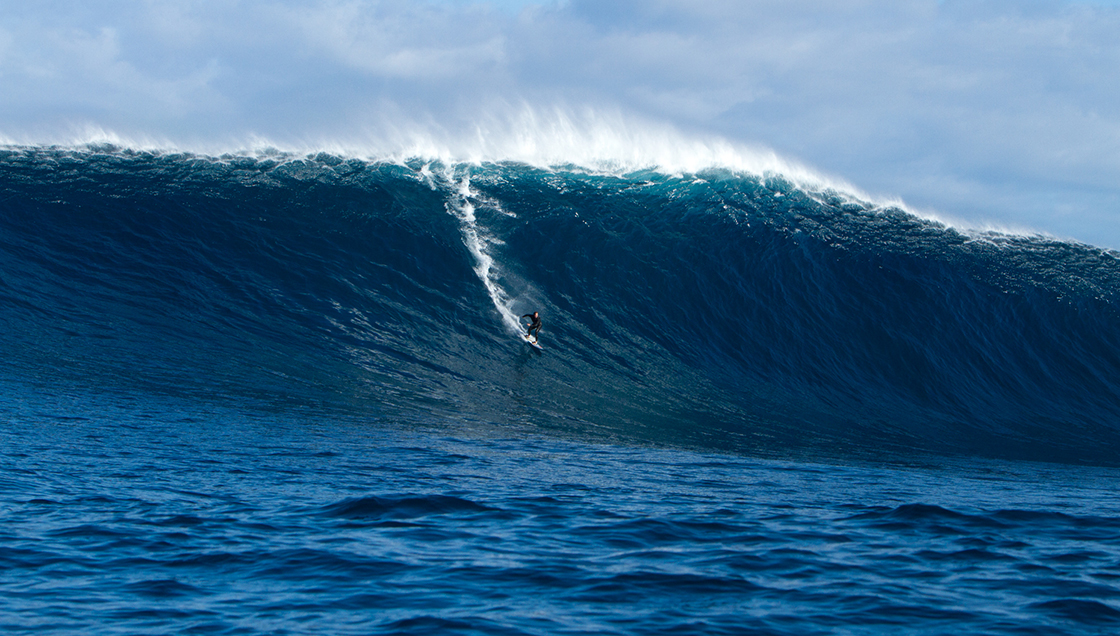
Серфер на бомборе у берегов Западной Австралии, 2014 год

Подводное препятствие (риф, бар, скала, мелководье, мыс), расположенное на некотором расстоянии от береговой линии и пляжа для серфинга, которое «ломает» волну. В море такая волна может быть почти незаметной, но, подойдя к мелководью, она резко поднимается и углубляется, обрушиваясь на берег. Размер и форма таких волн делает их привлекательными для серферов.
Бомбора может быть опасной, так как даже в хорошую погоду скрывает подводное препятствие, на которое может наткнуться неопытный серфингист.
Термин «бомбора» стал широко известен в 2009 году, когда на телевизионной студии ABC TV вышел документальный фильм «Бомбора — история австралийского серфинга», который получил номинацию на 2010 Logie Awards in Australia. Фильм исследовал исторические аспекты взаимосвязи между культурой серфинга и австралийской культурной идентичностью.